# Postimpressionisme

Toulouse-Lautrecs Au Salon de la rue des Moulins, 1894

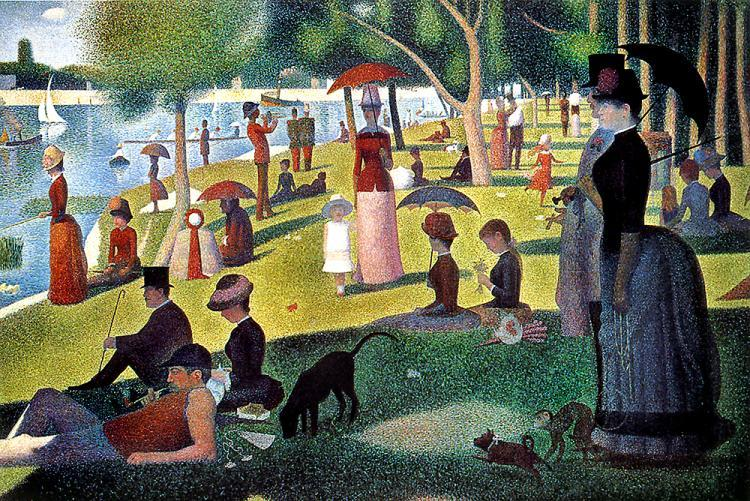
Dimanche d'été à la Grande Jatte, Georges Seurat, 1886

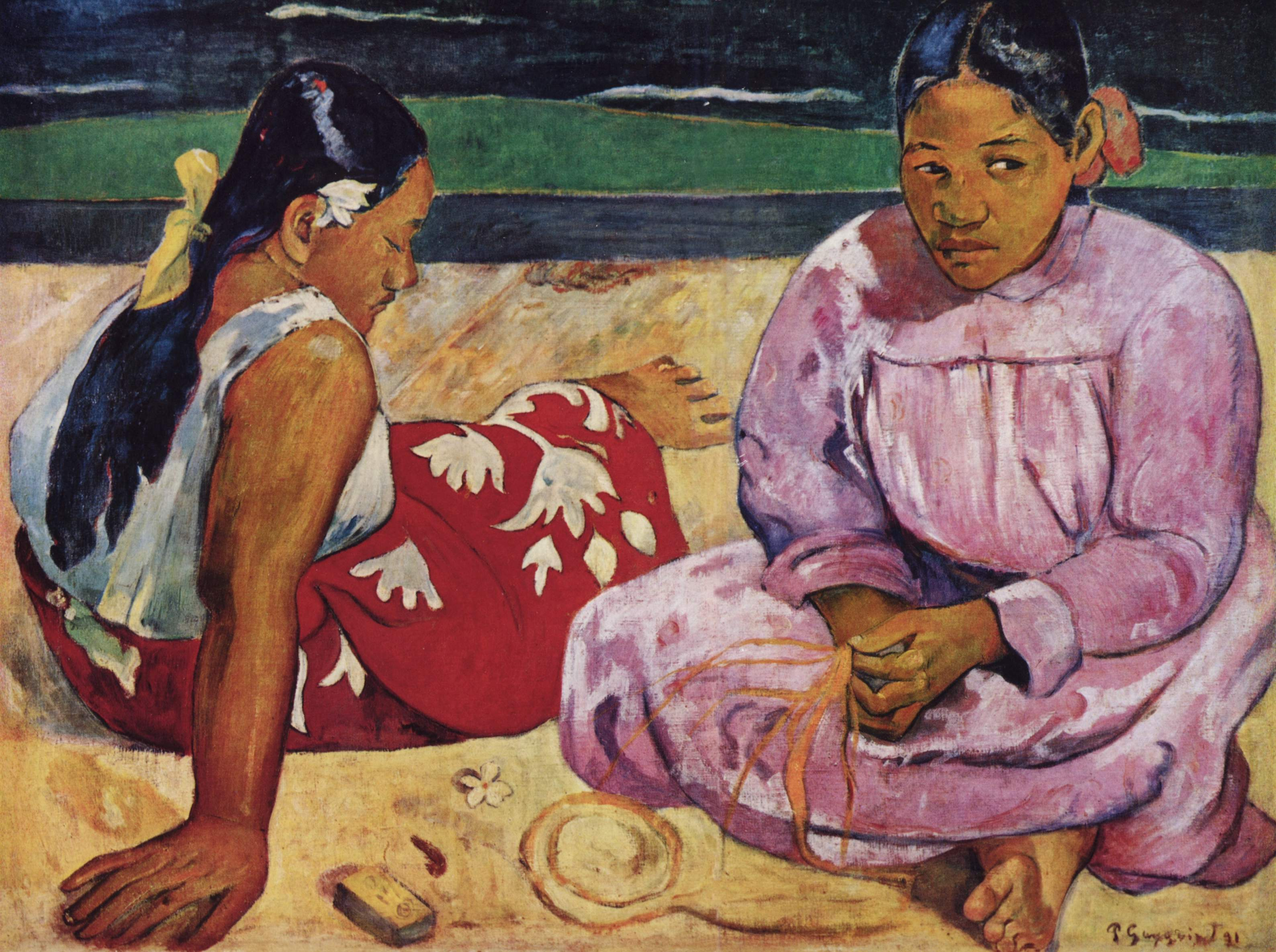
Paul Gauguin: Tahitiaanse vrouwen op het strand (1891)

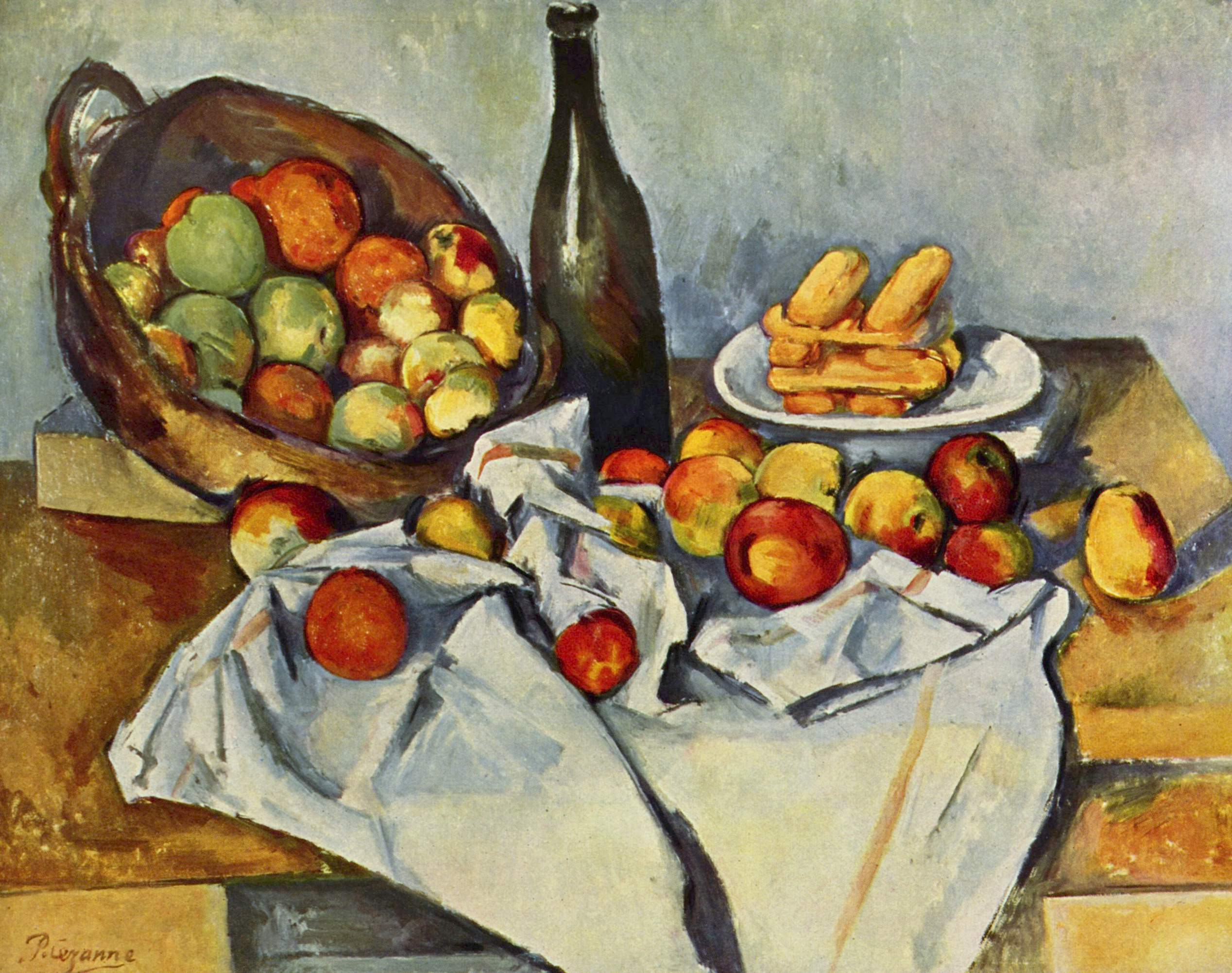
Mand met appelen van Paul Cézanne

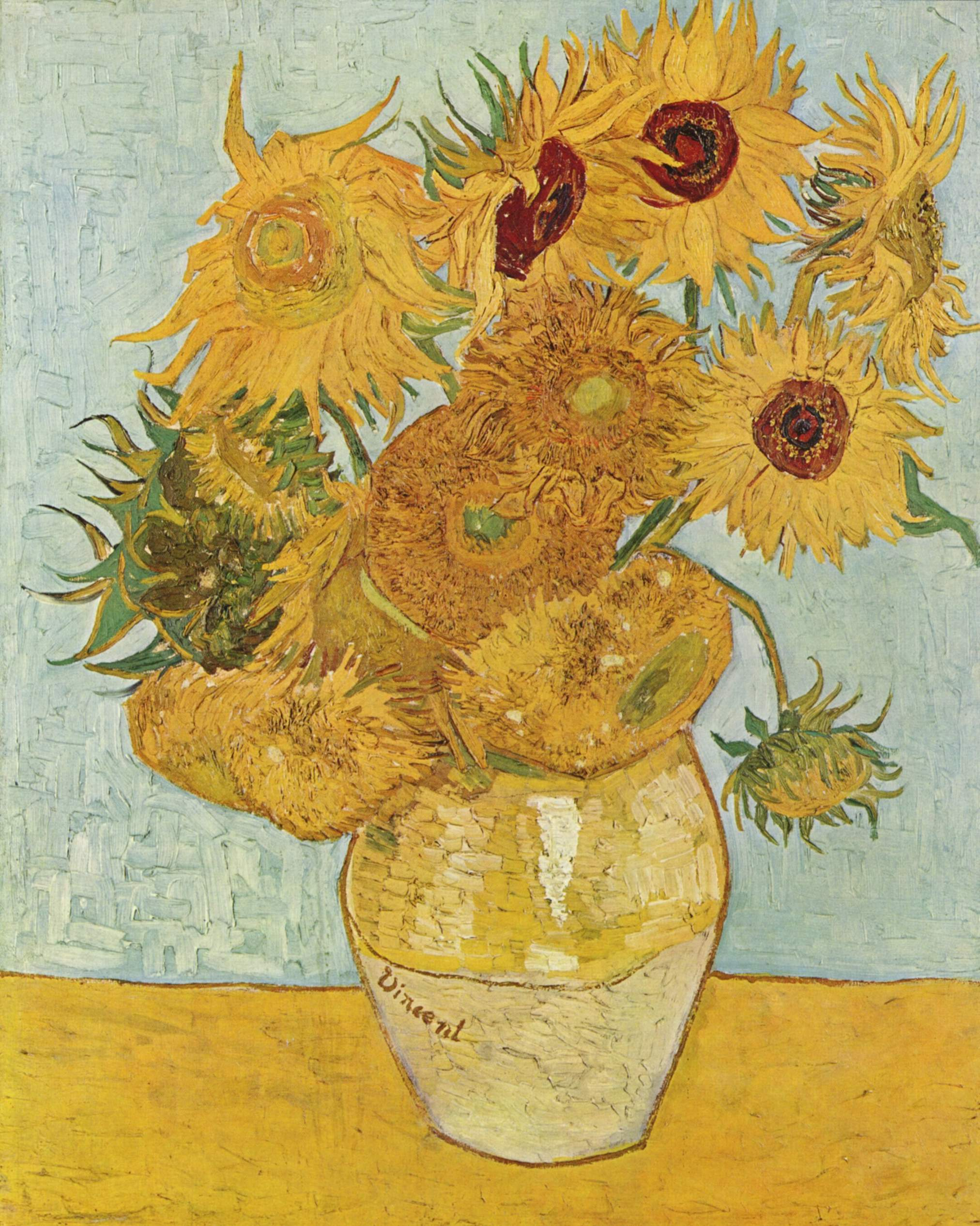
Zonnebloemen (Van Gogh)

De term postimpressionisme verwijst naar een verscheidenheid aan stijlexperimenten die vanaf 1886 voortkwamen uit het impressionisme, waaronder het neo-impressionisme, het cloisonnisme, het synthetisme en later het fauvisme. De bakermat van al deze stromingen lag steeds in Frankrijk, maar later zouden ze zich ook naar andere landen verspreiden. Het einde van deze brede postimpressionistische beweging wordt vaak verondersteld samen te vallen met het begin van de Eerste Wereldoorlog in 1914.
Postimpressionisme werd als term bedacht door de Britse criticus Roger Fry, als titel voor zijn gelijknamige expositie in Londen, in 1910, met werken van Paul Cézanne, Paul Gauguin, Vincent van Gogh, Georges Seurat en Paul Signac.

## Parallelle stromingen
Het begin van het post-impressionisme wordt vaak gedateerd op 1886, toen de achtste en laatste grote impressionistententoonstelling plaatsvond. In het bijzonder de expositie daar van het pointillistische werk van Seurat en Signac, maakte duidelijk dat zich een nieuwe stroming aandiende, korte tijd later "neo-impressionisme" genoemd. Veel kunstschilders lieten zich door hun divisionistische werkwijzen en kleurtheorieën beïnvloeden, met Vincent Van Gogh als meest sprekende voorbeeld.
Bij de Belgische luministen, met onder meer Emile Claus, Theo Van Rysselberghe, Georges Lemmen, James Ensor, Willy Finch, Willy Schlobach, Franz Courtens, de School van Tervuren of de School van Kalmthout, zien we ook directe invloeden vanuit het neo-impressionisme.
Parallel aan het neo-impressionisme ontwikkelde zich eind jaren 1880 in Bretagne een aantal kunstenaarskolonies, die een eigen postimpressionistische genoemde stijl zouden ontwikkelen. Meest bekend zijn de kolonie Les Nabis en de School van Pont-Aven, met Paul Gauguin, Paul Sérusier, Pierre Bonnard en Émile Bernard als belangrijkste voortrekkers. In eigen varianten van het impressionisme, zoals het cloisonnisme (het perspectief negerend) en het synthetisme (het 'idee' benadrukkend, weinig aandacht voor vorm), legden ze de nadruk op grote, vaak duidelijk omlijnde kleurvlakken. Daarbij preludeerden ze nadrukkelijk ook op het symbolisme, een stroming die in dezelfde periode haar intrede begon te doen in de schilderkunst.
In Parijs deed zich in deze periode tevens Henri Toulouse-Lautrec gelden. Onder invloed van Degas ontwikkelde hij een geheel eigen postimpressionistische stijl, waarbij de belijningen weer een belangrijke rol speelden. Bij Toulouse-Lautrec (alsook bij veel andere postimpressionisten in die tijd, onder wie Van Gogh) speelden eind jaren 1880 ook invloeden van het japonisme een rol. Tweedimensionale composities en de aandacht voor contouren en grote kleurvlakken, zouden uiteindelijk uitmonden in de stroming van het fauvisme, met de tachistisch werkende Henri Matisse en Maurice Vlaminck als late erfgenamen van het impressionisme.
Vroege impressionistische schilders als Claude Monet en Paul Cézanne sloegen na 1890 ook geheel nieuwe wegen in die post-impressionistisch mogen heten, met meer abstraherende elementen.
Alles overschouwend ontstond in Frankrijk tussen 1886 en 1900 een veelheid aan nieuwe stijlen die direct voortkwamen uit het impressionisme en hier duidelijk aan verwant waren, maar tegelijkertijd een onmiskenbaar eigen signatuur hadden. Deze ontwikkeling zou zich in de jaren daarna, vooral ook door een verminderde aandacht voor realistische uitgangspunten in perspectiefhantering en verhoudingen, voortzetten in het modernisme van de twintigste eeuw. Het impressionisme mag daarvan het startpunt heten.

## Algemene kenmerken
Kenmerken van het postimpressionisme richten zich doorheen alle verscheidenheid grosso modo op het overbrengen van emotie, op structuur, compositie en op symbolistische betekenissen. Het postimpressionisme wil vooral verder gaan dan alleen weergeven wat kan worden waargenomen. De werkelijkheid wordt min of meer vervormd en doel is vooral om meer gevoel in het schilderij te leggen. Wat wordt waargenomen, wordt geordend en subjectief vormgegeven, hetgeen ook wel abstrahering en herstructurering wordt genoemd. Verschillende dikten en verschillende richtingen van toetsen zorgen vaak voor veel dynamiek in de schilderijen. Ook wordt veel gebruikgemaakt van complementaire kleurcontrasten. De combinatie van warm en koud zorgt dan voor diepte in het schilderij.

## Toegerekende en schatplichtige stijlen
Tot de postimpressionistische kunst gerekende stijlen zijn:
- impressionisme
- neo-impressionisme (werkend in pointillistische of divisionistische technieken)
- luminisme
- cloisonnisme en synthetisme (Les Nabis, School van Pont-Aven)

Aan de postimpressionistische kunst schatplichtige stijlen zijn:
- primitivisme, symbolisme en secessionisme
- modernisme

## Bekende postimpressionistische schilders
- Émile Bernard
- Pierre Bonnard
- Paul Cézanne
- Emile Claus
- Paul Gauguin
- Vincent van Gogh
- Maurice Prendergast
- Henri Rousseau
- Georges Seurat
- Paul Sérusier
- Paul Signac
- Henri de Toulouse-Lautrec
- Suzanne Valadon
- Édouard Vuillard